# Zattara
Zattara (łac. Diocesis Zattarensis) – stolica historycznej diecezji we Cesarstwie rzymskim w prowincji Numidia zlikwidowana w VII w. podczas ekspansji islamskiej, współcześnie w północnej Algierii. Obecnie katolickie biskupstwo tytularne. 

## Biskupi tytularni
| Lp. | Biskup                   | Funkcja                                     | Od              | Do                |
| --- | ------------------------ | ------------------------------------------- | --------------- | ----------------- |
| 1   | Anton Oomen              | wikariusz apostolski Mwanzy (Tanzania)      | 18 marca 1929   | 19 sierpnia 1957  |
| 2   | Arthur Douville          | emerytowany biskup Saint-Hyacinthe (Kanada) | 13 czerwca 1967 | 26 listopada 1970 |
| 3   | Tadeusz Werno            | biskup pomocniczy koszalińsko-kołobrzeski   | 22 marca 1974   | 20 grudnia 2022   |
| 4   | Edgar Jesús Mejía Orozco | biskup pomocniczy Barranquilla (Kolumbia)   | 15 maja 2024    |                   |